# Best of Bee Gees
Best of Bee Gees prvi je kompilacijski album s međunarodnim hitovima od australskog rock sastava The Bee Gees, koji izlazi u lipnju 1969.g.
Originalno vinilno izdanje iz 1969. godine, uključuje Bee Geesov australski Top 10 hit iz 1966., "Spicks and Specks", ali zbog problema s licencom od izdavačke kuće Festival Records iz Australije, sastav na CD izdanje od Polydor Recordsa stavlja hit skladbu "Tomorrow, Tomorrow". Obožavatelji sastava dali su loše kritike za stereo skladbu "Words", gdje se od pojačane vokalne izvedbe, izgubio zvuk udaraljki u pozadini. Ovaj miks se nalazi samo na CD albumu, dok su sva sljedeća izdanja više uravnotežena.
Vince Melouney, odsvirao je gitare na većini skladbi koje se nalaze na kompilaciji, međutim ne nalazi se na omotu albuma jer je iz sastava otišao godinu dana ranije od objavljivanja materijala.

## Popis pjesama
1. "Holiday"
2. "I've Gotta Get a Message to You"
3. "I Can't See Nobody"
4. "Words"
5. "I Started a Joke"
6. "Tomorrow, Tomorrow"
7. "First of May"
8. "World"
9. "Massachusetts"
10. "To Love Somebody"
11. "Every Christian Lion Hearted Man Will Show You"
12. "New York Mining Disaster 1941"

## Produkcija
- Producent - Bee Gees  (skladbe: A2, A4, A5, B1 i B3), Robert Stigwood
- Koprodukcija - Ossie Byrne  (skladbe: A1, A3, B4 i B6)
- Urednik - Phil Dennys, Bill Shepherd
- Dirigent - Bill Shepherd

## Vanjske poveznice
- discogs.com - Bee Gees - Best Of Bee Gees